# Sommerbiathlon-Weltmeisterschaften 2022
Die Sommerbiathlon-Weltmeisterschaften 2022 wurden vom 25. bis 28. August 2022 in der Chiemgau-Arena in Ruhpolding ausgetragen.
Es handelte sich nach Oberhof 2009 um die zweite Ausgabe der Veranstaltung in Deutschland. Ursprünglich sollte die Sommer-WM bereits 2020 in Ruhpolding stattfinden; aufgrund der COVID-19-Pandemie in Deutschland musste sie allerdings abgesagt werden.
Erstmals stand neben den Junioren- und Seniorenrennen ein Gala-Massenstart für die Herren und Damen auf dem Programm. Für diesen qualifizierten sich die besten 15 des Gesamtweltcups der Vorsaison, alle Medaillengewinner bei den diesjährigen Sommerbiathlon-Weltmeisterschaften und die jeweils drei erfolgreichsten Athleten des diesjährigen Blinkfestivalen. Das Starterfeld hätte mit den punktbesten Athleten der Sommerbiathlon-WM aufgefüllt werden sollen. Da allerdings sowohl bei den Männern als auch bei den Frauen nur wenige Athleten der Weltspitze anwesend waren, bestand ein Großteil der Massenstartteilnehmer aus den bei den Wettkämpfen relativ erfolgreichen Sportlern.

## Zeitplan
| Datum            | Männer  | Männer                             | Frauen  | Frauen                                |
| Datum            | Uhrzeit | Wettbewerb                         | Uhrzeit | Wettbewerb                            |
| ---------------- | ------- | ---------------------------------- | ------- | ------------------------------------- |
| 25. August (Do.) | 10:15   | Qualifikation Supersprint Junioren | 12:00   | Qualifikation Supersprint Juniorinnen |
| 25. August (Do.) | 14:30   | Finale Supersprint Junioren        | 15:45   | Finale Supersprint Juniorinnen        |
| 26. August (Fr.) | 10:30   | Qualifikation Supersprint          | 12:15   | Qualifikation Supersprint             |
| 26. August (Fr.) | 15:10   | Finale Supersprint                 | 16:25   | Finale Supersprint                    |
| 27. August (Sa.) | 10:00   | Sprint Junioren                    | 12:15   | Sprint Juniorinnen                    |
| 27. August (Sa.) | 14:45   | Sprint                             | 17:00   | Sprint                                |
| 28. August (So.) | 11:00   | Verfolgung Junioren                | 13:00   | Gala-Massenstart                      |
| 28. August (So.) | 15:05   | Gala-Massenstart                   | 17:00   | Verfolgung Juniorinnen                |

## Medaillenspiegel
| Platz | Land               |   |   |   |    |
| ----- | ------------------ | - | - | - | -- |
| 01    | Deutschland        | 4 | 5 | 2 | 11 |
| 02    | Italien            | 3 | 1 | – | 4  |
| 03    | Tschechien         | 2 | 3 | 2 | 7  |
| 04    | Schweden           | 2 | 2 | 2 | 6  |
| 05    | Litauen            | 1 | – | – | 1  |
| 06    | Slowenien          | – | 1 | – | 1  |
| 07    | Schweiz            | – | – | 2 | 2  |
| 08    | Bulgarien          | – | – | 1 | 1  |
| 08    | Finnland           | – | – | 1 | 1  |
| 08    | Slowakei           | – | – | 1 | 1  |
| 08    | Ukraine            | – | – | 1 | 1  |
| 08    | Vereinigte Staaten | – | – | 1 | 1  |

## Ergebnisse

### Männer
| Rang | Name                 |
| ---- | -------------------- |
| 1    | Philipp Horn         |
| 2    | Sebastian Samuelsson |
| 3    | Peppe Femling        |
| 4    | Justus Strelow       |
| 5    | Heikki Laitinen      |
| 6    | Philipp Nawrath      |
| 7    | Olli Hiidensalo      |
| 8    | Lucas Fratzscher     |
| 9    | Sean Doherty         |
| 10   | Dmytro Pidrutschnyj  |

| Rang | Name                 |
| ---- | -------------------- |
| 1    | Sebastian Samuelsson |
| 2    | Peppe Femling        |
| 3    | Niklas Hartweg       |
| 4    | Michal Krčmář        |
| 5    | Lucas Fratzscher     |
| 6    | Johannes Kühn        |
| 7    | Rene Zahkna          |
| 8    | Anton Dudtschenko    |
| 9    | Justus Strelow       |
| 10   | Sean Doherty         |

| Rang | Name                 |
| ---- | -------------------- |
| 1    | Sebastian Samuelsson |
| 2    | Roman Rees           |
| 3    | Martin Ponsiluoma    |
| 4    | Sebastian Stalder    |
| 5    | Rene Zahkna          |
| 6    | Sean Doherty         |
| 7    | Johannes Kühn        |
| 8    | Vítězslav Hornig     |
| 9    | Niklas Hartweg       |
| 10   | Lucas Fratzscher     |

### Frauen
| Rang | Name                    |
| ---- | ----------------------- |
| 1    | Dorothea Wierer         |
| 2    | Lisa Vittozzi           |
| 3    | Nastassja Kinnunen      |
| 4    | Markéta Davidová        |
| 5    | Anastassija Merkuschyna |
| 6    | Linn Persson            |
| 7    | Darija Blaschko         |
| 8    | Juliane Frühwirt        |
| 9    | Anna Weidel             |
| 10   | Janina Hettich-Walz     |

| Rang | Name                      |
| ---- | ------------------------- |
| 1    | Lisa Vittozzi             |
| 2    | Markéta Davidová          |
| 3    | Lena Häcki-Groß           |
| 3    | Paulína Bátovská Fialková |
| 5    | Elvira Öberg              |
| 6    | Denise Herrmann           |
| 7    | Dorothea Wierer           |
| 8    | Darija Blaschko           |
| 9    | Juliane Frühwirt          |
| 10   | Vanessa Voigt             |

| Rang | Name                    |
| ---- | ----------------------- |
| 1    | Dorothea Wierer         |
| 2    | Denise Herrmann         |
| 3    | Markéta Davidová        |
| 4    | Mona Brorsson           |
| 5    | Lisa Vittozzi           |
| 6    | Elvira Öberg            |
| 7    | Suvi Minkkinen          |
| 8    | Tilda Johansson         |
| 9    | Darija Blaschko         |
| 10   | Anastassija Merkuschyna |

### Junioren
| Rang | Name                  |
| ---- | --------------------- |
| 1    | Maksim Fomin          |
| 2    | Fabian Kaskel         |
| 3    | Maxime Germain        |
| 4    | Tomáš Mikyska         |
| 5    | Dmitrij Chruschtschak |
| 6    | Jonáš Mareček         |
| 7    | Witalij Mandsyn       |
| 8    | Wadim Kurales         |
| 9    | Ondřej Mánek          |
| 10   | Matija Legović        |

| Rang | Name            |
| ---- | --------------- |
| 1    | Jonáš Mareček   |
| 2    | Tomáš Mikyska   |
| 3    | Fabian Kaskel   |
| 4    | George Colțea   |
| 5    | Josef Kabrda    |
| 6    | Vincent Bonacci |
| 7    | Wadim Kurales   |
| 8    | Witalij Mandsyn |
| 9    | Maxime Germain  |
| 10   | Jaša Zidar      |

| Rang | Name              |
| ---- | ----------------- |
| 1    | Tomáš Mikyska     |
| 2    | Jonáš Mareček     |
| 3    | Witalij Mandsyn   |
| 4    | Ondřej Mánek      |
| 5    | Maxime Germain    |
| 6    | Maksim Fomin      |
| 7    | Wladislaw Kirejew |
| 8    | Otto Invenius     |
| 9    | George Colțea     |
| 10   | Vincent Bonacci   |

### Juniorinnen
| Rang | Name                             |
| ---- | -------------------------------- |
| 1    | Selina Kastl                     |
| 2    | Lena Repinc                      |
| 3    | Lora Christowa                   |
| 4    | Johanna Puff                     |
| 5    | Kristýna Otcovská                |
| 6    | Marlene Fichtner                 |
| 7    | Walentina Dimitrowa (Biathletin) |
| 8    | Selina Grotian                   |
| 9    | Olena Horodna                    |
| 10   | Tereza Voborníková               |

| Rang | Name                             |
| ---- | -------------------------------- |
| 1    | Selina Grotian                   |
| 2    | Selina Kastl                     |
| 3    | Johanna Puff                     |
| 4    | Walentina Dimitrowa (Biathletin) |
| 5    | Oleksandra Merkuschyna           |
| 6    | Tereza Voborníková               |
| 7    | Zuzana Remeňová                  |
| 8    | Ema Kapustová                    |
| 9    | Tereza Jandová                   |
| 10   | Júlia Machyniaková               |

| Rang | Name                             |
| ---- | -------------------------------- |
| 1    | Selina Kastl                     |
| 2    | Johanna Puff                     |
| 3    | Tereza Voborníková               |
| 4    | Selina Grotian                   |
| 5    | Walentina Dimitrowa (Biathletin) |
| 6    | Ema Kapustová                    |
| 7    | Tereza Jandová                   |
| 8    | Oleksandra Merkuschyna           |
| 9    | Sanita Buliņa                    |
| 10   | Lena Repinc                      |